# Карталкая (горнолыжный курорт)
Карталкая (тур. Kartalkaya kayak merkezi) — горнолыжный курорт на северо-западе Турции. Расположен в провинции Болу в районе гор Кёроглу.

## Этимология
Название происходит от турецких слов kartal «орел» и kaya «скала».

## Общие сведения
Расположен в 263 км от Стамбула, и в 186 км от Анкары в районе горной гряды Кёроглу на высоте 2 200 м над уровнем моря.

## Характеристики
Высота снежного покрова достигает 210 см.
Действуют 23 горнолыжные трассы протяженностью 75 километров.
Высота горнолыжных трасс: 1800—2220 м.
Количество подъёмников: 18.
Функционирует сноу-парк для профессионального занятия сноубордом. Присутствуют трассы для слалома и биатлона.

## Инциденты
Пожар в здании 12-этажной гостиницы на курорте 21 января 2025 года унёс жизни не менее 79 человек.